# 施特拉登附近霍夫
施特拉登附近霍夫是奥地利施蒂利亚州拉德克尔斯堡县的一个市镇。总面积17.18平方公里，总人口881人，人口密度51.3人/平方公里（2005年）。